# لطيف كريموف
لطيف حسين أوغلو كريموف (بالأذرية: Lətif Kərimov) - هو فنان لسجاد أذربيجانية، معروف بمساهمته كفنان لسجاد أذربيجانية وفي مختلف فروع الفن الأخرى رسام الشعب لجمهورية أذربيجان (1960)، حائز على جائزة لنين (1950)، عضو في الحزب الشيوعي السوفيتي منذ 1945.

## حياته
ولد لطيف كريموف في مدينة شوشا لقاراباغ في 15 ديسيمبر، 17 نوفمبر عام 1906. في 1910 إنتقل عائلته إلى مدينة مشهاد لإران.
بعد دراسته في مدرسة في 14عاما من عمره، بدأ لطيف كريموف عمل في المحل السجاد وتعلم فن السجاد.
كان دوره كبير لطيف كريموف في افتتاح مدارس السجاد في باكو وقوبا لأول مرة. تعامل لطيف كريموف ليس فقط في مجال نسج السجاد وحتى في مجالات أخرى من الفنون التطبيقية المزخرفة.
تم عرض سجادته المكرسة كريموف للذكرى السنوية أبو قاسم الفردوسي في المعرض العالمي بباريس في عام 1934.
تأسس متحف السجاد في أذربيجان بالمبادرة لطيف كريموف. يتم الاحتفاظ بسجاد كريموف المنسوج في المتاحف في أنقرة وإسطنبول وطهران.
في عام 2006، أصدر الرئيس الأذربايجاني إلهام علييف قرارًا بمناسبة الاحتفال بالذكرى المئوية لميلاد لطيف كريموف، بدعم من وزارة الثقافة والسياحة في أذربيجان وأكاديمية العلوم الوطنية الأذربيجانية.